# Фильштинский, Вениамин Михайлович
Вениамин Михайлович Фильштинский (род. 11 июля 1937, Ленинград) — театральный режиссёр, театральный педагог, профессор , заведующий кафедрой актёрского мастерства и режиссуры Санкт-Петербургской Государственной академии театрального искусства, председатель совета театральных педагогов Союза театральных деятелей России. Заслуженный деятель искусств Российской Федерации.

## Деятельность
В театральной педагогике придерживается системы Станиславского.
В 1967 году окончил ЛГИТМиК (нынешний РГИСИ) по классу режиссуры. Учился у Матвея Дубровина в Театре юношеского творчества при Ленинградском дворце пионеров.
С 1989 года руководит «51» мастерской в Институте сценических искусств на Моховой в Санкт-Петербурге. 
В середине 1990-х годов Фильштинский создал студийный коллектив на базе его выпускников «Театр на Крюковом канале». Проект просуществовал недолго по организационно-экономическим причинам.
В 2011 году с выпускниками своего курса создал «Этюд-Театр».
На 2018 год являлся завкафедрой актерского мастерства и режиссуры РГИСИ, председатель совета театральных педагогов СТД РФ. 

### Постановщик
Поставил более 70 спектаклей на сценах: Ленинградского Тюза, Приюта Комедианта, БДТ, МДТ, театра Балтийский дом, театров Омска, Петрозаводска, Новосибирска, Иваново, Самары, Варшавы и Лодзи и Учебного театра на Моховой. 
На сцене Малого драматического театра: «Сын полка» В. Катаева (1977), «Муму» по мотивам произведений И. Тургенева (1984, на 2024 год всё ещё показывался в театре), «Разбитый кувшин» Г. Фон Клейста (1992).

### Известные ученики
Учениками Вениамина Фильштинского были: Михаил Пореченков, Константин Хабенский, Ксения Раппопорт, Михаил Трухин, Андрей Зибров, Алексей Морозов, Оксана Базилевич, Андрей Терентьев, Михаил Вассербаум, Илья Шакунов. 

### Изданные книги
Вениамин Фильштинский — автор книг «Открытая педагогика» (2006, описывает собственную систему обучения), «Заметки по случаю» (2012) и «Открытая педагогика 2» (2014).  

## Награды
- «Золотая Маска» — «За выдающийся вклад в развитие театрального искусства» (2022)[10][11]

## Личная жизнь
Сын — Глеб Фильштинский, художник по свету.